# Oreohelix idahoensis ssp. idahoensis
Oreohelix idahoensis ssp. idahoensis је подврста класе Gastropoda која припада реду Stylommatophora. 

## Угроженост
Подаци о распрострањености ове врсте су недовољни.

## Распрострањење
Сједињене Америчке Државе су једино познато природно станиште врсте.

## Станиште
Врста Oreohelix idahoensis ssp. idahoensis има станиште на копну.